# Piedra de Singapur

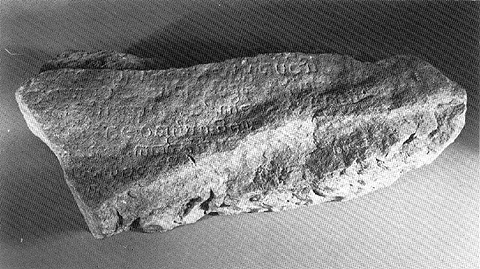
Fotografía de la piedra

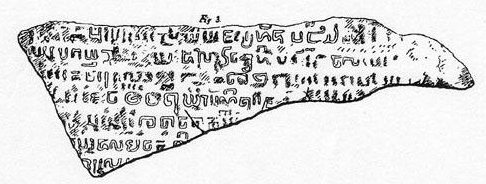
Dibujo de la piedra mostrando las inscripciones (1848)

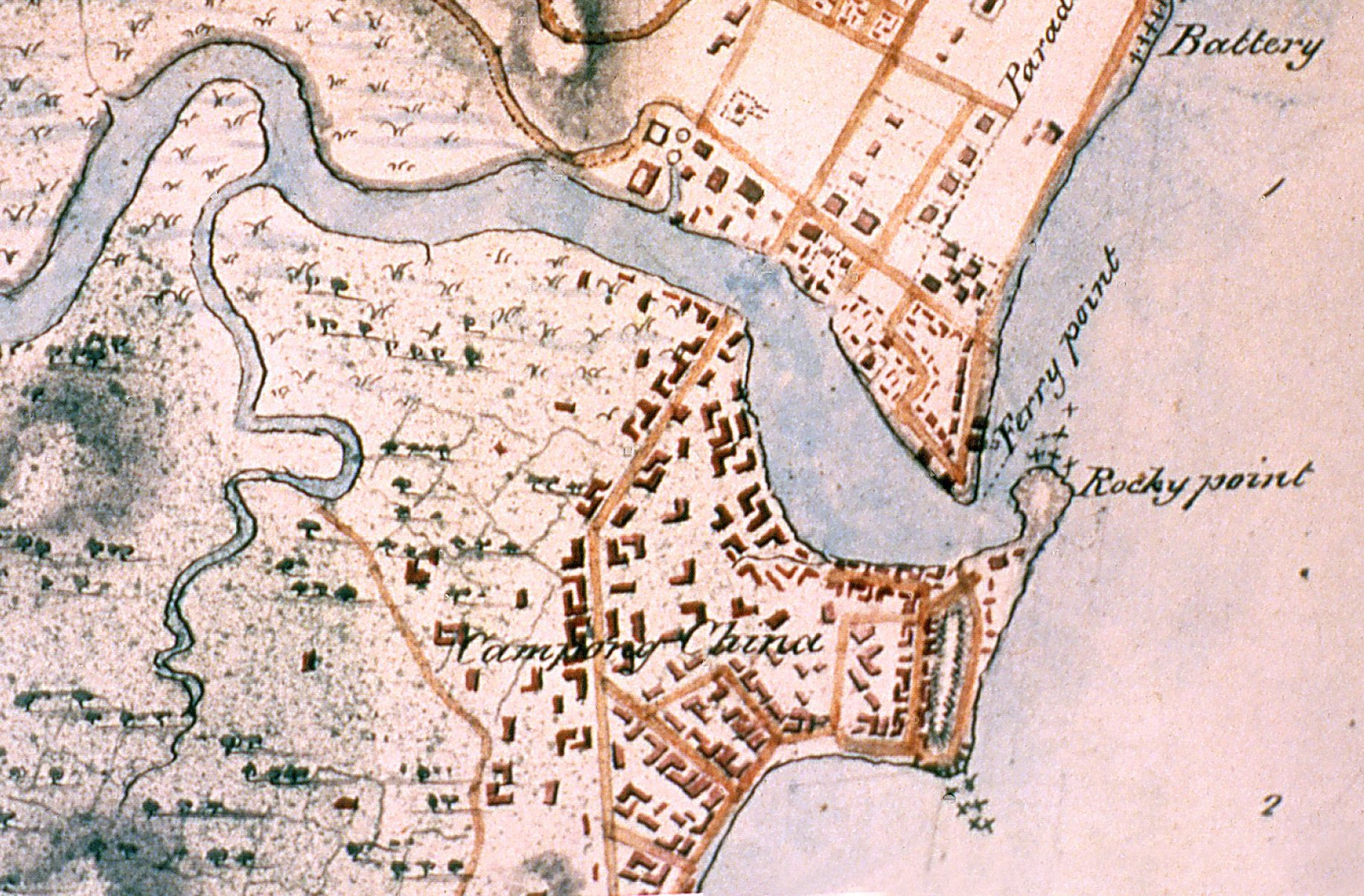
Mapa de Singapur que muestra la localización de un lugar rocoso donde se encontraba la losa (1825)

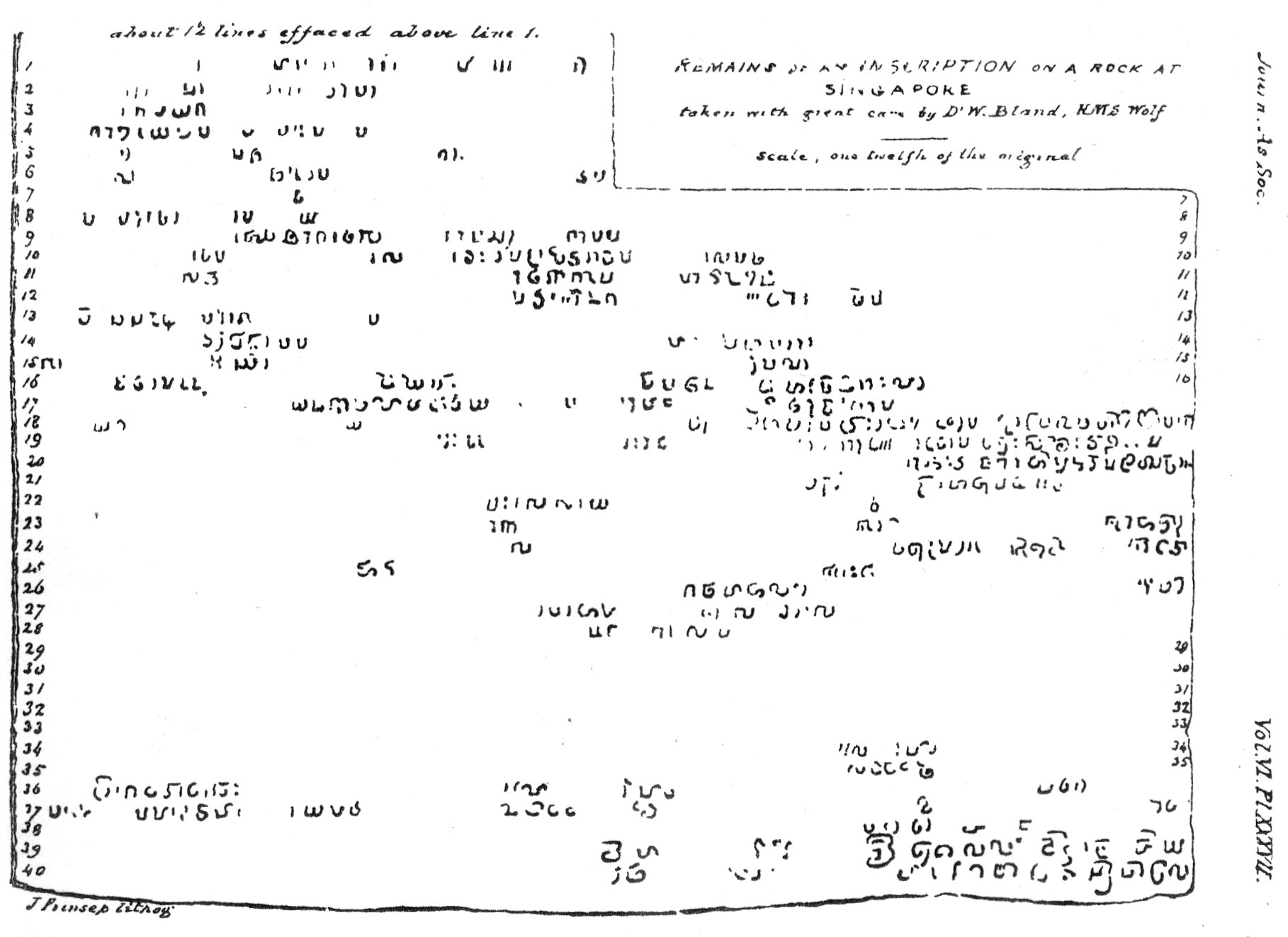
Litografía del Dr. Williams Bland (1837)

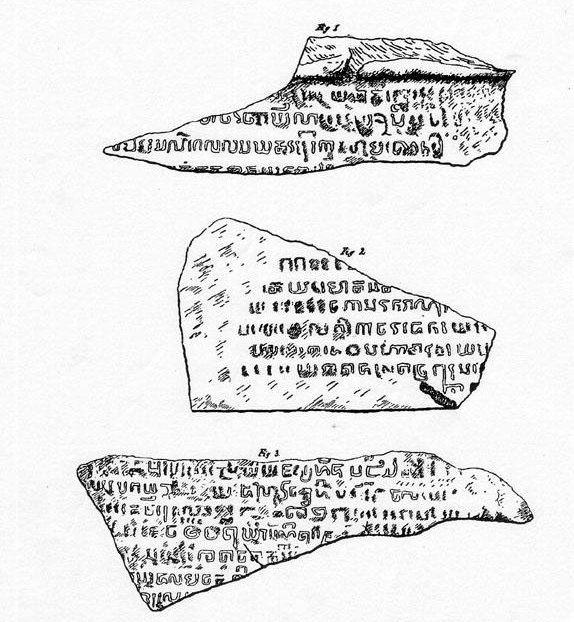
Dibujos de J. W. Laidlay (1848)

La piedra de Singapur es un gran fragmento de una losa de arenisca encontrada en la desembocadura del río Singapur. Se cree que la losa podría datar del siglo XIII o incluso ser más antigua (s. X o XI), y tenía grabadas inscripciones sin descifrar. Teorías más recientes sugieren que la inscripción es una especie de antiguo idioma javanés o sánscrito. Fue destruida intencionadamente mediante una explosión en 1843 para despejar la desembocadura del río y ganar terreno para construir un fuerte y cuarteles.
La losa podría estar relacionada con una leyenda del siglo XIV que relata que un hombre fuerte llamado «Badang» arrojó una gran piedra a la desembocadura del río Singapur. A la muerte de Badang, el rajá envió dos pilares para ser colocados sobre su lápida.
La piedra se exhibe en el Museo Nacional de Singapur, y fue designada como uno de los once "tesoros nacionales" en enero de 2006, y por el Consejo de Legado Nacional de Singapur como uno de los doce objetos más importantes expuestos en sus museos.

## Descubrimiento
En junio de 1819, a unos meses de arribar Stamford Raffles (1781–1826) a Singapur, una losa de arenisca de aproximadamente tres metros (10 pies) de altura y entre 2,7 y 3 metros (9 a 10 pies) de longitud, fue encontrada por unos trabajadores, que talaban árboles de la jungla al sur de la desembocadura del Río Singapur, colocada en un promontorio conocido como Rocky Point, luego como Artillery Point, Fort Fullerton y Master Attendant's Office (en 1972, se erigió en el lugar una estatua del monstruo imaginario llamado Merlion, aunque luego fue reubicada). Según el Journal of the Asiatic Society of Bengal, un tal Dr. D. W. Montgomerie dijo que la roca fue sacada a la luz por unos marinos bengalíes empleados por el capitán Flint, R.N., quienes la encontraron en un punto rocoso en el lado sur del Arroyo Singapur.
La losa tenía inscrita entre 50 y 52 líneas, pero en aquella época el significado de la inscripción era desconocido por los isleños.

## Apariencia
John Crawfurd (1783–1868), quien fue residente de Singapur, describió la losa en su diario el 3 de febrero de 1822, comentando que era una masa burda partida en dos mitades de manera artificial, que la inscripción apenas era visible y que los caracteres eran más bien redondos en vez de cuadrados.
James Prinsep (1799–1840), un estudioso y anticuario anglo-indio que inició el Journal of the Asiatic Society of Bengal, publicó en el Journal en 1837 un escrito del Dr. William Bland del HMS Wolf, quien dijo que había hecho un facsímil de lo que era posible ver en la piedra de arenisca roja: aproximadamente 50 líneas incompletas.
Los caracteres tenían forma redonda y aproximadamente 3/4″ (1,9 cm) de ancho.

## Destrucción
En enero de 1843, por órdenes del capitán D. H. Stevenson, la losa fue destruida en una explosión para librar el paso en el Río Singapur y hacer espacio para el Fuerte Fullerton y los cuarteles de su comando. Algunas fuentes afirman que el superintendente de Obras Públicas, George Drumgoole Coleman, fue responsable de la destrucción, aunque no se encontraba en Singapur en ese momento. El teniente coronel James Low después del hecho recolectó algunos fragmentos de la losa y los envió al museo de la Sociedad Asiática Real de Calcuta (hoy Museo de la India) para su análisis, los cuales llegaron en junio de 1848.
Según W. H. Read, quien llegó a Singapur en 1841, un gran bloque quedó abandonado en Fort Canning hasta que fue luego destruido para obtener grava para una carretera.
En 1918, el Museo Raffles y el Comité de Administración de la Biblioteca pidieron al museo de la Sociedad Asiática Real el retorno de los fragmentos de la roca pero solo fue devuelto uno de ellos, ahora conocido como la «piedra de Singapur».

## Inscripción y descifrado
Algunos estudiosos han intentado descifrar las inscripciones:
- Sir. S. Raffles dijo que pudo haber sido una forma de hindú.
- William Bland y James Prinsep dijeron que podría ser antiguo ceilandés o pali.
- Peter James dijo que pudo haber sido tamil.
- J. W. Laidlay dijo que podría ser Kawi.
- Johan Hendrik Caspar Kern y otros han concluido que podría ser una especie de antiguo javanés o sánscrito.

### Artículos
- Bland, W. (William) (1837). «Inscription on the Jetty at Singapore». Journal of the Asiatic Society of Bengal 6: 680-682., reimpreso en el vol. 1 de Rost, Reinhold (ed.) (1886). Miscellaneous Papers Relating to Indo-China : Reprinted for the Straits Branch of the Royal Asiatic Society, from Dalrymple's 'Oriental Repertory' and the 'Asiatic Researches' and 'Journal' of the Asiatic Society of Bengal (Trübner's Oriental Series) 1. Londres: Kegan Paul, Trench, Trübner & Co. pp. 218-219. El trabajo de dos volúmenes fue reimpreso por Routledge en 2000.
- Prinsep, James (1848). «Inscription at Singapore». Journal of the Asiatic Society of Bengal. xvii: 154 f., reimpreso en Miscellaneous Papers Relating to Indo-China, arriba, vol. 1, páginas 222–223.
- Low, James (1848). «An Account of Several Inscriptions Found in Province Wellesley, on the Peninsula of Malacca». Journal of the Asiatic Society of Bengal. xvii (ii): 62-66., reimpreso en Miscellaneous Papers Relating to Indo-China, arriba, vol. 1, páginas 223–226.
- Laidlay, J.W. (1848). «Note on the Inscriptions from Singapore and Province Wellesley Forwarded by the Hon. Col Butterworth and Col J. Low». Journal of the Asiatic Society of Bengal 17 (2)., reimpreso en Miscellaneous Papers Relating to Indo-China, arriba, vol. 1, páginas 227–232.
- Rouffaer, G.P. (1921). «Was Malakka emporium voor 1400 A.D. genaamd Malajoer? En waar lag Woerawari, Ma-Hasin, Langka, Batoesawar? [Was the Trading Post of Malacca Named Malajoer before 1400 A.D.? And where were Woerawari, Ma-Hasin, Langka, Batoesawar?]». Bijdragen tot de Taal-, Land- en Volkenkunde van Nederlandsch-Indie [Contributions to the Linguistics, Geography and Anthropology of the Dutch East Indies] 77 (1): 58..
- Cornelius-Takahama, Vernon (30 de marzo de 2000). «The Singapore Stone». Singapore Infopedia, National Library, Singapore. Archivado desde el original el 4 de julio de 2007. Consultado el 13 de julio de 2007.
- «Singapore Stone». Singapore Paranormal Investigators. 2000–2005. Archivado desde el original el 23 de junio de 2007. Consultado el 13 de julio de 2007.

### Libros
- Abdullah bin Abdul Kadir; traducción por A. H. Hill (1969). The Hikayat Abdullah : The Autobiography of Abdullah bin Abdul Kadir (1797–1854). Singapur: Oxford University Press.
- Miksic, John N. (Norman) (1985). Archaeological Research on the 'Forbidden Hill' of Singapore : Excavations at Fort Canning, 1984. Singapur: National Museum. ISBN 9971-917-16-5.

## Lecturas recomendadas
- «Special Report : The National Museum Reopens : Never-seen-before Artefacts on Display at the New History Gallery». Channel NewsAsia. 5 de diciembre de 2006. Archivado desde el original el 12 de octubre de 2012. Consultado el 14 de noviembre de 2012.
- «Our Top Twelve Artefacts». National Heritage Board. Archivado desde el original el 14 de junio de 2007. Consultado el 13 de julio de 2007.
- Tan, Noel Hidalgo (15 de junio de 2007). «The Ancient Script of Southeast Asia – Part 1». SEAArch – The Southeast Asian Archaeology Newsblog. Consultado el 13 de julio de 2007.
- Tan, Noel Hidalgo (20 de junio de 2007). «The Ancient Script of Southeast Asia – Part 2». SEAArch – The Southeast Asian Archaeology Newsblog. Consultado el 13 de julio de 2007.